# تحطم ميج-23 في بلجيكا
في 4 يوليو 1989، تحطمت مقاتلة نفاثة بلا قائد من طراز ميج-23 تابعة للقوات الجوية السوفيتية في كورتريك، بلجيكا، واصطدمت بمنزل عند تحطمها ما أدى لمقتل شخص واحد.كان الطيار قد قذف نفسه قبل ساعة بالقرب من كووبجك، بولندا؛ وذلك بعدما واجه صعوبات تقنية، إلا أن الطائرة استمرت في التحليق لمسافة تقارب 900 كلم وبعدها نفذ وقود الطائرة وبدأت في النزول إلى الأرض.

## طبيعة الرحلة الجوية
كانت الميج-23 تحلق في رحلة تدريب روتينية. الكولونيل نيكولاي سكوريدين كان عليه أن يحلق بالطائرة من ميناء باجتس الجوي بالقرب من كوبچك، بولندا. خلال الإقلاع، حدث عطل في الحارق اللاحق، ما أدى إلى فقدان جزئي لقوة الدفع. وعلى ارتفاع 150 مترًا وبينما تفقد الطائرة الارتفاع، لجأ الطيار إلى الكرسي القاذف وتمكن من القذف من الطائرة بأمان. إلا أن الطائرة استمرت بالتحليق بالطيار الآلي متجهة إلى الغرب.
الطائرة التي أصبحت بلا قائد غادرت المجال الجوي البولندي، وعبرت إلى ألمانيا الشرقية ثم إلى ألمانيا الغربية، حيث اعترضتها طائرتا إف-15 من سرب المقاتلات التكتيكية 32 التابع للقوات الجوية الأمريكية في أوروبا، والذي يتمركز في قاعدة سويستربرج الجوية في هولندا. أبلغ طيارا الإف-15 بأن الميج-23 لم يكن بها طاقم.
عبرت الميج-23 المجال الجوي الهولندي واستمرت في طريقها إلى بلچيكا. طائرتا الإف-15 المرافقتان للميج تلقيتا التعليمات بإسقاط الطائرة فوق بحر الشمال، إلا أن الميح فقدت وقودها وبدأت في انعطاف بطيء نحو الجنوب، ما دفع القوات الجوية الفرنسية إلى وضع طائراتها في حالة استعداد. وبعد الطيران لأكثر من 900 كلم اصطدمت الميج بمنزل وتحطمت بالقرب كورتريك، التي لا تبعد أكثر من 10 كلم من الحدود الفرنسية. التحطم أدى لمقتل شاب يسكن المنزل كان يبلغ من العمر 18 عامًا.

## التوابع السياسية
أعلنت الحكومة البلچيكية احتجاجها الرسمي لدى الاتحاد السوفيتي لغياب الإخطار بوجود طائرة شاردة. أوضح وزير الخارجية البلچيكي أنه منذ أن جرى التقاط الميج-23 برادارات الناتو حتى توقيت تحطمها بعد ساعة من ذلك، لم يرد أي تحذير من الاتحاد السوفيتي. كذلك أشار الوزير البلچيكي إلى بطء ملحوظ من الجانب السوفيتي في الكشف عما إذا كانت الطائرة تحمل أسلحة نووية أو كيميائية.